# Elizate
Elizate (baskijski izgovor: [elis̻ate]), (španjolski: anteiglesia) je rani oblik lokalne vlasti u Baskiji koji je posebno čest u Biskaji ali je postojao i u drugim pokrajinama. Pojmovi elizate (u standardnom baskijskom) i elexate (u biskajskog narječju) doslovnoznače "crkvena vrata" (Eliza "crkva" + ate "vrata"). Španjolski izraz anteiglesia doslovno znači "ispred crkve".
Neobičan naziv potječe iz baskijskog običaja gdje su se čelnici obitelji naselja povezanog s određenom župom će se okupljali nakon mise na ulazu ili trijemu crkve odlučujući   o pitanjima vezanim uz njihovu zajednicu. Njihova srednjovjekovna povijest usko je povezana s pojavom Batzar Nagusiak ili "Velikih Susreta", posebno onih u Biskaji i Gipuskoi (Juntas generales de Vizcaya / Guipuzcoa na španjolskom) i osnivanjem župnih crkava. Svaki elizatebi izabrala predstavnika koji će zastupati elizate na Batzar Nagusia, pa elizate predstavlja rani oblik lokalne demokracije. Elizate je   uživala veliku autonomiju u odlučivanju od viših upravnih tijela.
Elizateom je upravljao   fiel sindiko (Fiel síndico na španjolskom), koji bi organizirao sastanke i nosio makilu kao znak vlasti. Fiel se obično birao na godinu dana kroz nekoliko postupaka. Neke je imenovao odlazeći fiel, a u nekim mjestima položaj fiela bi rotirao kroz sve vlasnike farmi u elizateu a u drugima je imenovan nedavno oženjeni farmer. Svaki elizate je bio podijeljen u manje jedinice nazvane kofradiak (cofradías na španjolskom, "bratstva"), koje odgovaraju pojedinim četvrti nekog elizatea.
Skupina elizates zvala se merindada.
S vremenom je elizate   često postajala općina. U Biskaji, za vrijeme Biskajskog kneževstva  (Bizkaiko Jaurerria na baskijski, Señorío de Vizcaya na španjolskom), područja svih anteiglesias su naziva ravno   zemljište (Lur Laua na baskijskom, Tierra Llana na španjolskom), za razliku od utvrđenijih gradova. Oni su dodatno ugrađeni u upravu. Postali su podložni fuerosima koji su u isto vrijeme ponovno potvrđivali status plemstva svim posjednicima farmi. To je značilo da su,  za razliku od većine feudalne Europe, poljoprivrednici legalno posjedovali svoju zemlju.
Nakon stoljeća političkih promjena dans je ostalo vrlo malo elizatea,  od kojih su dva najistaknutija u Iurreti i Deriu. Godine 1962., pod Francovim režimom, naziv elizate je promijenjen u auzo (susjedstvo, četvrt), te su spojeni u općine.Trenutni termin "auzo"  se ne razlikuje od gradskih četvrti   koje se nazivaju istim imenom.